# كوني ووكر (صحفية)
كوني ووكر هي صحفية كندية، ولدت في 1979 في Okanese First Nation ‏ في كندا.